# Ariel López Padilla
Ariel López Padilla (ur. 12 sierpnia 1962 w Guadalajarze) – meksykański aktor. W Polsce znany z telenowel:  Mała księżniczka (2000), Marzenia nic nie kosztują (2005), Meandry miłości (2007–2008) oraz Maria z przedmieścia (1995).

## Filmografia
- Pecados ajenos (Meandry miłości) (2008) .... Rogelio Mercenario
- Bajo las riendas del amor (2007) .... Joaquín Corcuera
- Tierra de pasiones (Kraina namiętności) (2006) .... Javier Ortigoza
- Decisiones (2005) .... Libardo
- Soñar no cuesta nada (Marzenia nic nie kosztują) (2005) .... Jonás Reyes
- Inocente de ti (2004) .... Licenciado Gómez Riveroll
- Ángel rebelde (2004) .... Ernesto Lezama, Rómulo Lezama
- Gata salvaje (2002) .... Patricio Rivera
- Secreto de amor (2001) .... Dr. Ricardo Sandoval
- Carita de ángel (Mała księżniczka) (2000) .... Adrián
- Alma rebelde (1999) .... Damian Montoro
- Soñadoras (1998) .... Enrique Bernal
- Te sigo amando (1996) .... Doctor
- Leonela (1997) .... Damián
- Pobre niña rica (1995) .... Julio
- María la del Barrio (Maria z przedmieścia) (1995) .... Dr. Daniel Ordonez
- Caminos cruzados (1994) .... César Augusto
- Prisionera de amor (1994)
- Corazón Salvaje (1993) .... Andrés Alcázar y Valle
- Clarisa (1993) .... Gaston
- Televiteatros (1993)
- De Frente al Sol (1992)
- La Pícara Soñadora (1991)
- Mundo de Fieras (1991)
- La Revancha (1989)
- Alba Marina (1988)
- Las Amazonas (1985)